# Песиголовці

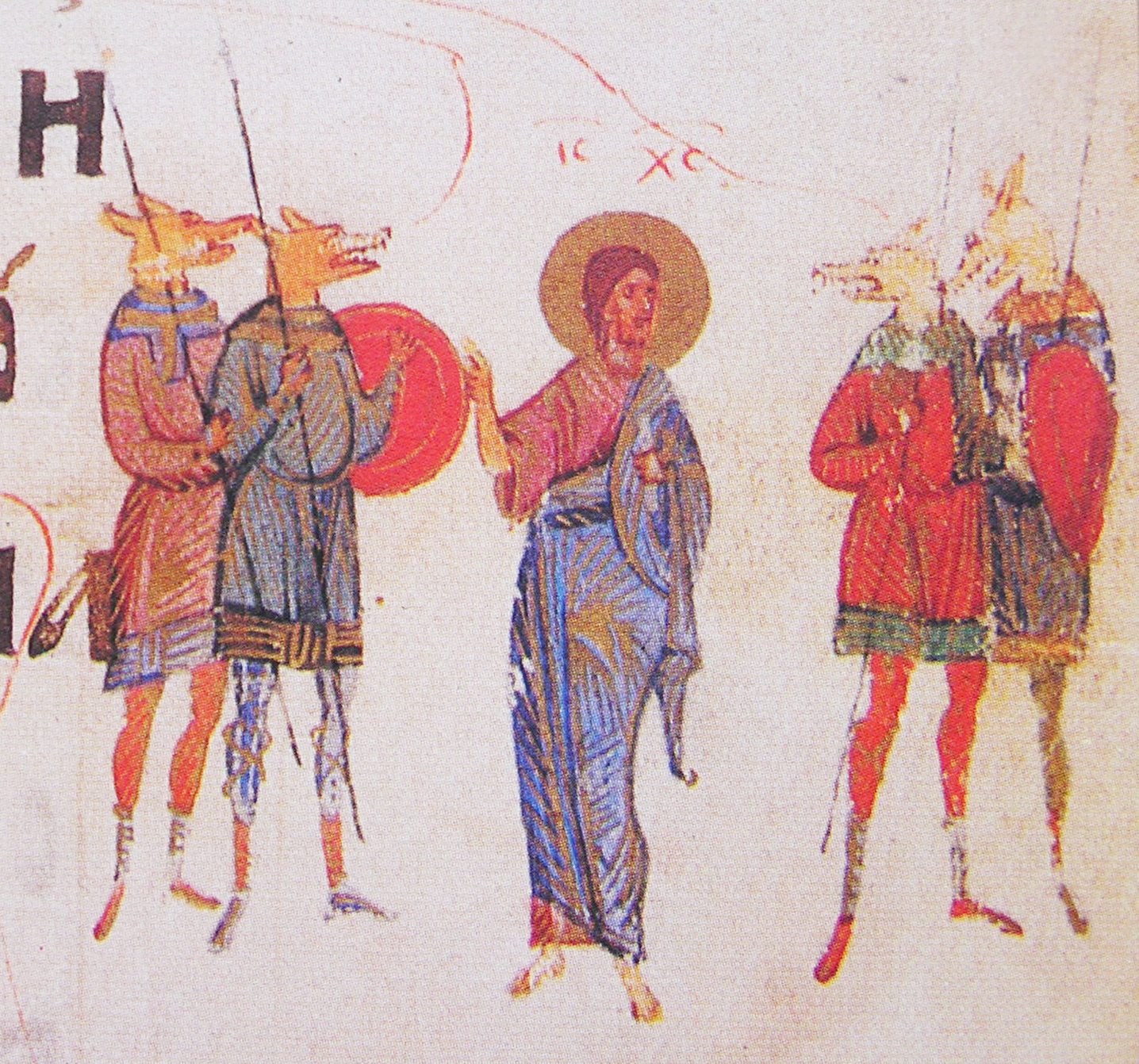
Ілюстрація в Київському Псалтирі, 1397 рік

Песи́головці (бесиголовці, сироїди) або кінокефа́ли (грец. κῠνοκέφᾰλοι) — міфічний і легендарний народ людей химерної зовнішності, що поєднували людське тіло та собачу голову, що й зумовило їхню назву. Описувалися як нецивілізовані, грубі, жорстокі істоти. Перші згадки песиголовців як народу належать давньогрецьким авторам, а в середньовіччі ці істоти стали символізувати в християнській культурі язичників.

## У античних авторів

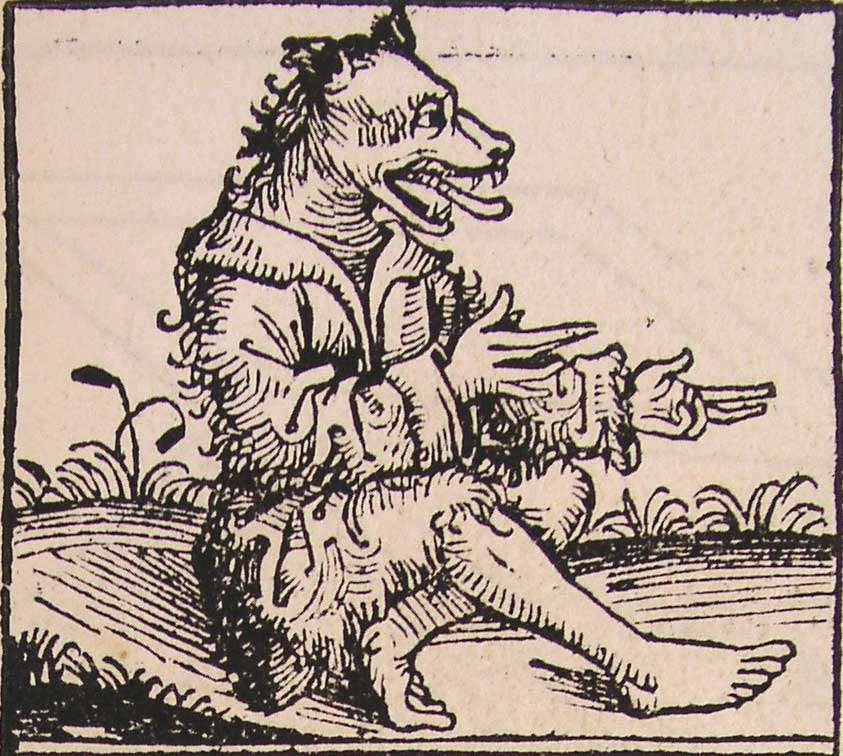
Кінокефал з Нюрнберзької хроніки, 1493 р.

Гесіод коротко згадував, що Бореади переслідували гарпій до земель масагетів і «гордих гемікунів» (геміцинів) (людей-напівсобак).
Геродот писав у своїй «Історії», згідно з якою кінокефали мешкають у Лівії: «Щодо східного регіону Лівії, який населяють кочівники, він низинний і піщаний аж до річки Тритон; але земля на захід від нього, де живуть хлібороби, надзвичайно гориста, лісиста і повна диких звірів. У цій країні — величезні змії та леви, слони, ведмеді та аспиди, рогаті осли, кінокефалої (кінокефали) (псоголові) та безголові люди, які мають очі в грудях, як кажуть лівійці, і дикі чоловіки та жінки, окрім багатьох інших створінь не казкових».
Ктесій зазначав про Індію: «У цих [індійських] горах живуть люди з головою собаки, чий одяг — шкура диких звірів. Вони не розмовляють мовою, але гавкають, як собаки, і таким чином розуміють одне одного. Їхні зуби більші, ніж у собак, їхні кігті, як у цих тварин, але довші й кругліші. Вони мешкають у горах аж до річки Індос. Їхній колір обличчя смаглявий. Вони надзвичайно справедливі, як і решта індійців, з якими їх ототожнюють. Вони розуміють індійську мову, але не вміють розмовляти, лише гавкають або роблять знаки руками та пальцями у відповідь, подібно до глухонімих. Індійці називають їх калістріями, по-грецьки кінокефалої (кінокефали) (псоголові). Вони живляться сирим м'ясом і налічують їх близько 120 000». Він же писав про гірських кінокефалів, які ведуть дещо культурніший спосіб життя: іноді носять лляний одяг, смажать м'ясо на сонці, їхні жінки зрідка миються, кінокефали добувають бурштин, а місцевий цар забезпечує їх зброєю.
Клавдій Еліан також писав, що кінокефали живуть в Індії, «ходять одягнені в звірині шкури; і вони стоять прямо, і нікому не завдають шкоди; і хоча в них немає мови, вони виють; але вони розуміють індійську мову. Дикі тварини — їхня їжа, і вони їх ловлять із надзвичайною легкістю, тому що вони надзвичайно швидкі на ноги; і коли вони їх спіймають, вони вбивають і готують їх, але не на вогні, а піддаючи їх сонячному теплу після того, як вони подрібнюють їх на шматки. Вони також тримають кіз і овець, і в той час як їхня їжа — м'ясо диких звірів, їхнє пиття — молоко тварин, яких вони тримають. Я згадав їх разом із звірами, як це логічно, бо їхня мова невиразна, нерозбірлива, не людська». Проте він же зауважував, що інші люди-собаки мешкають у Африці, на шляху до Ефіопії: «Здається, ці істоти живуть полюванням на газелей та антилоп; крім того, вони чорні на вигляд, у них голова та зуби собаки. І оскільки вони нагадують цю тварину, цілком природно, що я згадую їх тут [у книзі про тварин]. Вони не наділені мовою, а видають пронизливий вереск. У них під підборіддям звисає борода, її можна порівняти з бородами Драконів (Змій), а міцні й дуже гострі нігті покривають їхні руки. Все їхнє тіло вкрите волоссям — ще одна риса, якою вони нагадують собак. Вони дуже швидкі на ноги та знають недоступні місця: тому їх так важко захопити».
Пліній Старший вважав, що кінокефали — це мавпи бабуїни, чия морда схожа на собачу: «З африканського боку [ефіопського королівства Мерое] знаходяться медімні, а потім плем'я кочівників, що живиться молоком собаколицих бабуїнів (кінокефалів)». Пліній також описував твердження Мегасфена, схоже на слова Ктесія: «Мегасфен стверджує, що… [в Індійських] горах є плем'я людей із собачими головами, які одягнені в шкури диких звірів, чия мова — це гавкіт і які живуть здобиччю з полювання та птахівництва, для чого вони користуються своїми нігтями, як зброєю; він каже, що їх було понад 120 000, коли він опублікував свою працю».

## У християнських легендах

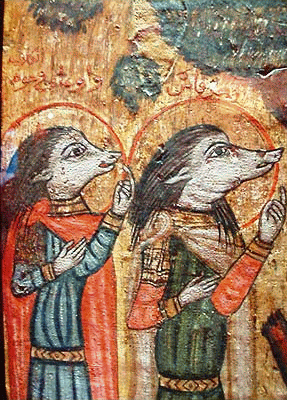
Святі Ахракас і Аугані (коптська ікона XVIII ст.)

У християнські часи набула поширення легенда про чоловіка, що мав морду собаки і жив у місті канібалів; коли він охристився, собачі риси зникли. Східна Православна Церква зображала святого Христофора з головою собаки, що, можливо, було результатом неправильного тлумачення слова «cananeus» (ханаанський) як «canineus» (псячий). Пізніше німецький єпископ і поет Вальтер Шпаєрський писав про святого Христофора як про собакоголового ханаанина, котрий гавкав і поїдав людське тіло. Коли цей кінокефал зустрів Ісуса Христа, він вирішив охриститися, після чого позбувся свого собачого вигляду та почав життя, присвячене Богу.
Зображення кінокефалії продовжилися в середньовічній культурі в книзі під назвою «Historia gentis Langobardorum», написаній Павлом Дяконом. Собакоголовими зображалися скандинави при дворі Карла Великого. Новеллський кодекс, який містить історію про Беовульфа, також згадує кінокефалів як «напівсобак». Ідея про собакоголових людей поширилася в англосаксонській Англії, де розбійників називали «голова вовка», підкреслюючи, що вони перебувають поза суспільством. Оповіді про короля Артура згадують кінокефалів, з якими борються воїни короля.
Святі Ахракас і Аугані — двоє святих з собачою головою, що описані в житії коптського святого Меркурія Абу-Сефейна, якому вони вірно служили та всюди супроводжували; їхнє зображення на іконі XVIII століття зберігається у Коптському музеї.

## Описи та повір'я в українському фольклорі

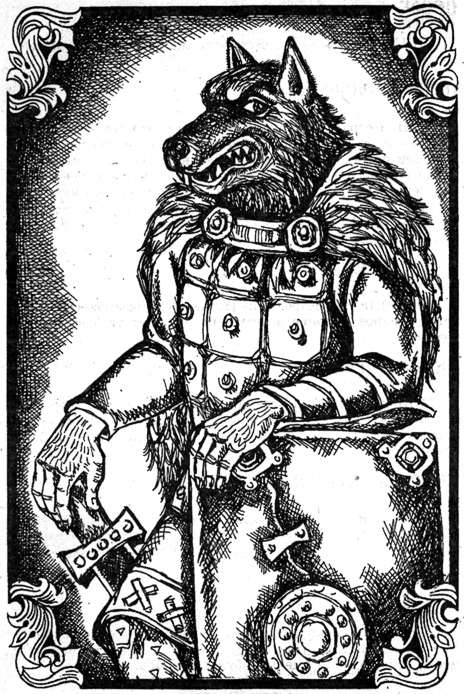
Песиголовець, малюнок 1996 р.

За народними повір'ями, песиголовці мають, окрім собачої голови, одне око. За іншими варіантами, песиголовці-велети мають одну ногу чи одну руку. Трапляються перекази й про велетів-людоїдів жіночої статі (одноока баба-людоїдка).
У Середньовіччі віра в песиголовців набула в Європі значного поширення, зокрема й через часті навали берсерків, яких часом ототожнювали з вовкулаками. В Україну ці уявлення проникли через апокрифи, що породили цілу серію оповідань про Адамових дітей-чудовиськ. Створенню повір'їв про велетнів-людоїдів сприяло й поширення в давнину серед письменної людності окремих епізодів «Олександраїди» (боротьба Александра Македонського з песиголовцями) та «Одіссеї» (перебування Одіссея на острові однооких циклопів і осліплення Поліфема). Закріпленню віри в людоїдів із псячими головами сприяли також церковне малярство й іконопис, де песиголовцями іноді зображалися племена Ґоґ і Маґоґ.
Михайло Драгоманов наводив легенду з Маріупольського повіту про те, що колись люди не помирали (від старості), але в ті часи жили песиголовці, що їли людей. Спіймавши жертву, вони кидали її в яму, де відгодовували різними ласощами. Потім обмацували людину: якщо могли намацати кістку, то годували далі, якщо ні — різали їй палець; якщо з рани не текла кров, то людина була вже відгодована і песиголовці її з'їдали. Люди стали просити в Бога, щоб послав їм краще смерть. Бог виконав прохання і через те люди стали помирати, як і песиголовці. За переказами, десь песиголовці живуть досі, але їх лишилося мало.
На Херсонщині розповідали, що песиголовці володіють таємними знаннями, бо їдять особливі страви (наприклад, зроблені зі змій). В переказах вони беруть собі одного полоненого за слугу, він куштує їхньої їжі та отримує знання про цілющі трави, закопані скарби, шлях додому й таке інше. Але коли полонений тікає, песиголовці дають йому шкідливу пораду (заснути під полином або озирнутися) і той забуває все, що дізнався, або лише половину.
Іноді зазначається, що песиголовцями називали татарів. Нерідко в народних переказах згадується як песиголовці ловили людей, щоб забрати у свою країну, грабували домівки, обманювали, кличучи людей на ім'я. Водночас прості люди часто давали песиголовцям відсіч: підручною зброєю чи хитрощами. В переказах про песиголовців часто фігурує жінка, якій вдається перехитрити загарбників або сховатися і потім визволити полонених. Вона заманює песиголовців у пастку чи нападає зненацька, щоб відрубати ворогові голову. Утім, іноді її образ негативний — жінка обіцяє лишитися з песиголовцем, якщо він здолає її чоловіка; чоловік перемагає завдяки допомозі собаки та вбиває і песиголовця і зрадливу жінку. В Полтавській губернії записано також казку про цигана, що перехитрував трьох песиголовців, змусивши їх зав'язати очі, а потім порубав.
У зафіксованих в Україні сюжетах про песиголовців переважає мотив їхнього зловорожого ставлення до людей. В основу переказів про песиголовців лягли уявлення про чужоземні ворожі народи. Тобто фактично ці повір'я — трансформовані у фольклорі міфи та пам'ять про навали чужинців.

## За межами Європи
У подобі людей з собачими головами зображалися давньоєгипетські боги Хапі та Анубіс.
Арабський мандрівник Ібн Баттута описував «собакоротих» людей: «Через п'ятнадцять днів після виходу з Сунарідвана ми досягли країни барахнакарів, чиї пащі схожі на собачі. Це плем'я — збрід, який не сповідує ні індуїстської, ні іншої релігії. Вони живуть в очеретяних хатинах, покритих травами на березі моря, і мають велику кількість бананових, арекових і бетелевих дерев. Їхні люди подібні до нас виглядом, за винятком того, що їхні роти мають форму собачих; однак це не стосується їхніх жінок, які наділені надзвичайною красою. Їхні чоловіки теж ходять роздягненими, навіть не приховуючи своєї наготи, за винятком декоративного мішечка з очерету, підвішеного до їхніх поясів. Жінки одягають фартухи з листя дерев».
У китайських легендах з циклу «Історія династії Лян» буддійський місіонер Хуей-Шен описує острів на схід від Фусана, населений собакоголовими істотами. Цей острів може стосуватися або Японії, або Америки. Історик Лі Яньшоу також описував собаче царство в «Історії північних династій».